# Жмеринская улица (Киев)
Жмеринская улица — улица в Святошинском районе города Киева, жилой массив Никольская Борщаговка. Пролегает от Святошинской улицы до Окружной дороги.
Присоединяются улицы Зодчих, Рейнгольда Глиера, Александра Блока, Старицко-Черняховской, бульвар Жюля Верна, Збруцкая, Академика Беляшевского, Бетховена, Дмитрия Чижевского, Академика Киприанова и Героев Космоса.

## История

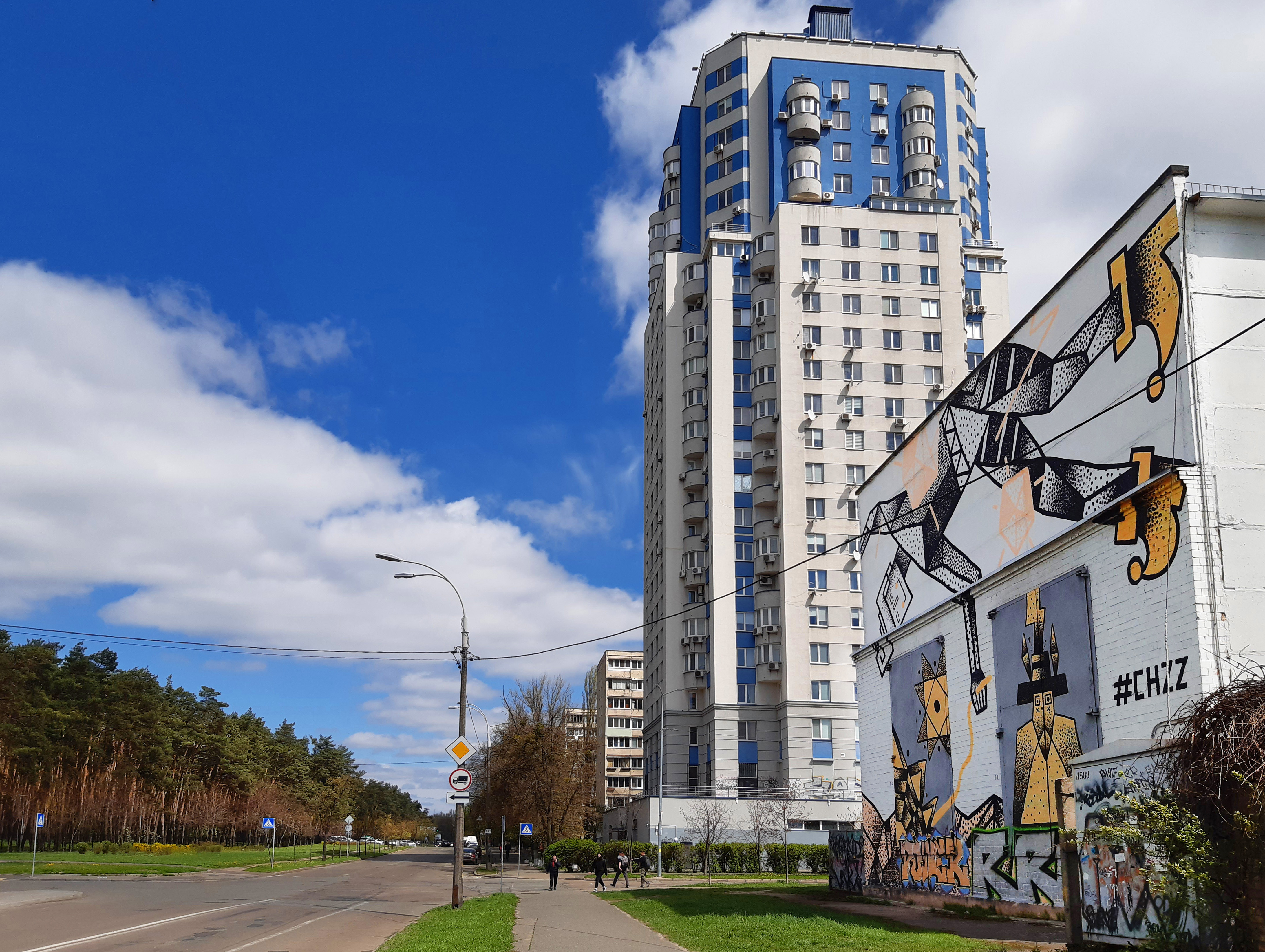
Парк «Сокровенный Лес» (слева), стенопись «Обмен» (справа)

Улица возникла в 1950-е годы под названием Новая . Современное название — с 1958 года, в честь города Жмеринка.
Со стороны Жмеринской улицы расположен центральный вход в парк «Совки».
В 2017 году уличный художник Chzz расписал стены здания теплопункта на углу с улицей Чаадаева, муралом «Обмен». Стенопись создана по инициативе ПАО «Киевэнерго» в рамках артпроекта «Dynamic Urban Culture Kyiv».

## Учреждения и заведения
- Специализированная общеобразовательная школа № 76 с углубленным изучением украинского языка и литературы (д. № 8)
- Средняя общеобразовательная школа № 215 (д. № 20)
- Средняя общеобразовательная школа № 253 (д. № 34)